# Can I Play with Madness
"Can I Play with Madness" es el decimosexto sencillo publicado por la banda británica de heavy metal Iron Maiden, y el primer sencillo extraído del álbum Seventh Son of a Seventh Son.
La versión original de la canción es una balada titulada "On the Wings of Eagles", compuesta por Adrian Smith. El sencillo obtuvo una buena aceptación comercial, entrando en el puesto número tres de las listas de sencillos más vendidos del Reino Unido, y en el puesto número cuatro de la lista noruega.

## El videoclip
El videoclip se filmó en Tintern Abbey e incluye a Graham Chapman; siendo una de sus últimas apariciones en la televisión antes de su muerte por cáncer en octubre de 1989. En el video, Chapman hace de un irritable profesor de arte que critica a un joven estudiante por pintar a la mascota de Iron Maiden, Eddie. El profesor descubre un laboratorio subterrano y luego encuentra una criatura inanimada de Eddie, quien lo ataca y lo encierra en un refrigerador. La banda aparece en un televisor con fotos de una gira.

## Lista de canciones

### Sencillo de 7"
- Australia: EMI 2071
- Canadá: Capitol B-44154
- EEC: EMI 006 20 2459 7
- Francia: EMI 2024597
- Irlanda: EMI EM 49
- Italia: EMI 2024597
- España: EMI 006 20 2459 7
- Reino Unido: EMI EM 49.
- Estados Unidos: Capitol P-B-44154 (Promo), Capitol B-44154

1. "Can I Play with Madness"[4] (Adrian Smith, Bruce Dickinson, Steve Harris) – 3:30
2. "Black Bart Blues" (Harris, Dickinson) – 6:41

- Japan: EMI PRP-1278 (Promo)

1. "Can I Play with Madness"
2. "Prowler '88"

- México: EMI SEC-550 (Promo)

1. "Can I Play with Madness"
2. "The Evil That Men Do"

### Sencillo maxi de 12"
- Argentina: EMI 6075
- Australia: EMI ED 341
- Francia: EMI K 060 20 2460 6
- Grecia: EMI 052 2024606
- EEC: EMI 20 2460 6
- Italia: EMI 14 2024606
- Portugal: EMI 20 2460 6
- España: EMI 052 20 2460 6
- Reino Unido: EMI 12EM 49, with black or white labels

1. "Can I Play with Madness" – 3:30
2. "Black Bart Blues" – 6:41
3. "Massacre" (Phil Lynott, Scott Gorham, Brian Downey) – 2:54

### Picture Disc
- Reino Unido: EMI EMP 49
- Estados Unidos: Capitol V-15375

1. "Can I Play with Madness" – 3:30
2. "Black Bart Blues" – 6:41
3. "Massacre" – 2:54

### Sencillo CD de 3"
- Japón: EMI XP10-2009

1. "Can I Play with Madness" – 3:30
2. "Black Bart Blues" – 6:41

### Sencillo CD
- Reino Unido: EMI CDEM 49
- Estados Unidos: Capitol B-44154

1. "Can I Play with Madness" – 3:30
2. "Black Bart Blues" – 6:41
3. "Massacre" – 2:54

### Sencillo de casete
- Argentina: EMI 16075 "Puedo Jugar con la Locura"

1. "Can I Play with Madness" – 3:30
2. "Black Bart Blues" – 6:41
3. "Massacre" – 2:54

- Estados Unidos:  Capitol 4XPRO-79325 (Promo)

1. "Can I Play With Madness" (Looped 3x)

## Miembros
- Steve Harris - bajo, coros
- Bruce Dickinson - voz
- Dave Murray - guitarra
- Adrian Smith - guitarra, coros
- Nicko McBrain - batería

## Ventas
| Lista (1988)                           | Posición |
| -------------------------------------- | -------- |
| Lista de sencillos de los Países Bajos | 14       |
| Lista noruega de sencillos             | 4        |
| Lista sueca de sencillos               | 12       |
| Lista suiza de sencillos               | 23       |
| Lista británica de sencillos           | 3        |